# خوان الخاندرو ابریره
خوان الخاندرو ابریره (انگلیسی: Juan Alejandro Abaurre؛ زادهٔ ۱۱ سپتامبر ۱۹۷۲) بازیکن فوتبال، و سرمربی (فوتبال) اهل آرژانتین است.